# AEC Mk3 (VBC)
O AEC Mk3 foi um (VBC) Veículo Blindado de Combate construído de 1942 até 1943, com um total de 629 unidades. Idealizado pela AEC Associated Equipment Company foi designado para atuar junto as forças britânicas durante a Segunda Guerra Mundial.
| Mais imagens  |
| AEC Mk I      |
| {{{caption}}} |
| AEC Mk I      |